# Färöer im Kalten Krieg

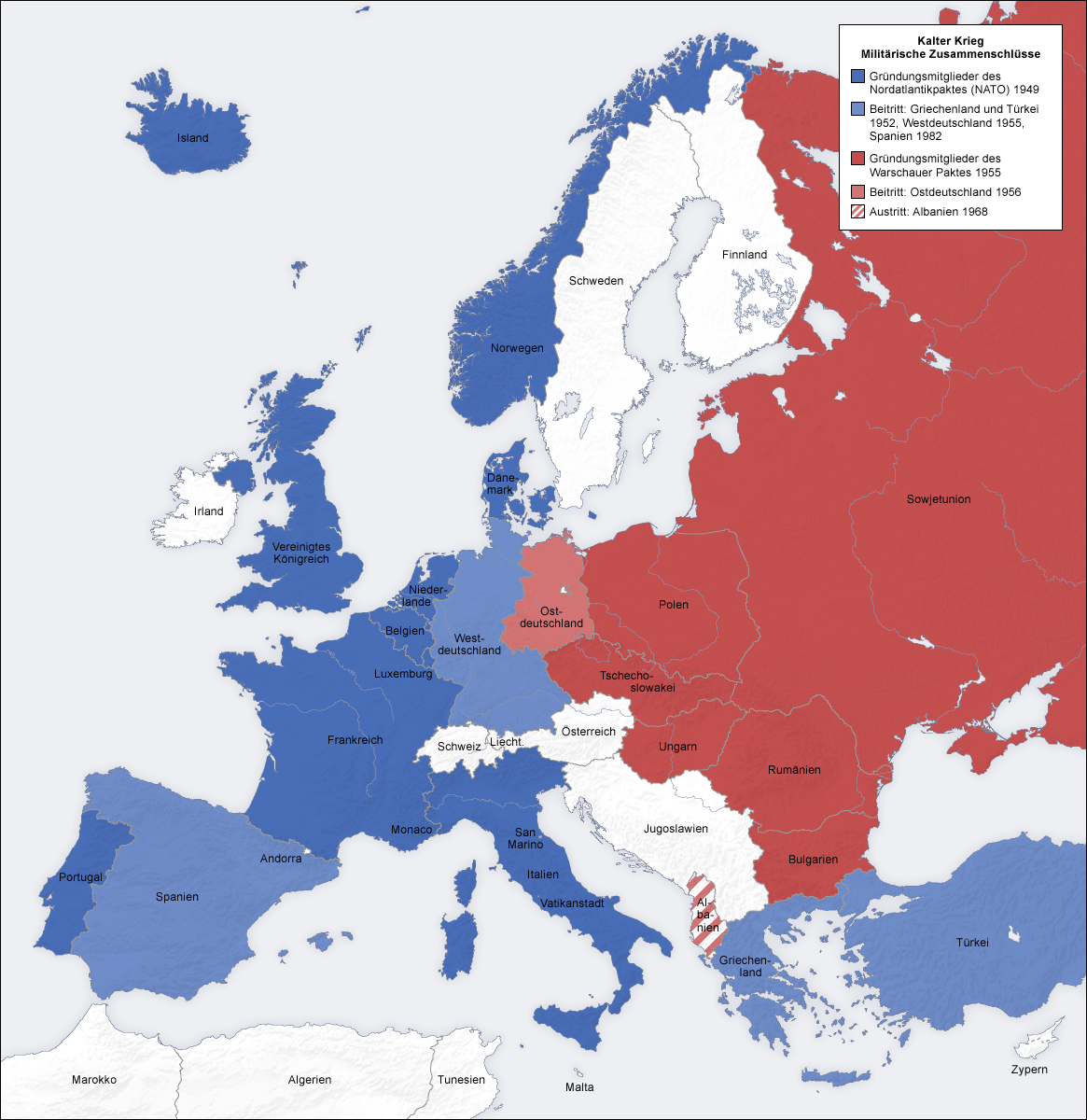
Wie schon in den Weltkriegen hatten die Färöer eine bedeutende strategische Position im Nordatlantik zwischen Großbritannien, Norwegen und Island.

Die Radarstation auf dem Sornfelli (749 m) dient nicht nur der NATO als Frühwarnsystem, sondern auch der Flugsicherung in der Zivilluftfahrt.

Die Färöer spielten im Kalten Krieg eine strategische Rolle im Nordatlantik als Radarstation und Ausweichhafen der NATO.

## Ausgangslage
Nach der britischen Besetzung der Färöer im Zweiten Weltkrieg 1940–45 mit eigener provisorischer Regierung (das Mutterland Dänemark war von Deutschland besetzt) bekamen sie 1948 eine innere Autonomie, mit eigener Landesregierung und dem alten Løgting als Parlament. Somit waren die Färöer kein dänisches Amt mehr, sondern regelten ihre inneren Angelegenheiten selber, während u. a. Außen- und Sicherheitspolitik weiterhin in Kopenhagen gemacht wurden.

## NATO-Mitgliedschaft
Als Dänemark 1949 als Gründungsmitglied der NATO beitrat, hatte das färöische Løgting bereits beschlossen, neutral zu bleiben. Dieser Beschluss wurde nach dem Beitritt noch einmal erneuert. Freilich konnte dies nicht mehr als eine Willensbekundung sein und wurde von dänischer Seite am 3. Dezember 1952 einseitig geklärt, indem seitens der Reichsombudsschaft auf den Färöern in der Tageszeitung Dimmalætting die Mitgliedschaft der Färöer in der NATO bekannt gemacht wurde.
Bereits im Juli 1951 wurde die Gründung des Tórshavner Marinedistrikts bekannt gegeben (heute Færøernes Kommando).
1955 bekam die NATO vom Løgmaður Kristian Djurhuus das Recht eingeräumt, den Skálafjørður als natürlichen Ausweichhafen nutzen zu dürfen – auch für Atom-U-Boote. 1956–59 gab es geheime Verhandlungen zwischen der färöischen Landesregierung auf der einen und der NATO und dänischen Regierung auf der anderen Seite. 1958 erlaubte die Landesregierung der NATO, die Radarstation auf dem Sornfelli bei Mjørkadalur zu bauen. Sie war Teil des Vorwarnsystems, das von Kanada über Grönland, Island, die Färöer bis nach Schottland reichte.
Im Gegenzug versicherte die NATO, die Landstraße 10 (Oyggjarvegurin) zu bauen, die die Hauptstadt Tórshavn über Land mit dem Norden Streymoys verbinden sollte. Im selben Jahr wurde auch der Bau der LORAN-C-Station im Eiði beschlossen. Die Baumaßnahmen wurden am 25. April 1959 vom Løgting rückwirkend bestätigt.
Die Besatzungen der NATO-Anlagen waren (und sind) grundsätzlich Angehörige der dänischen Streitkräfte.

## Wirtschaft, Soziales, Kultur
Der Kalte Krieg hatte auch soziale Auswirkungen. Nach dem Aufstand von Klaksvík 1955 forderten die USA von Dänemark, die soziale Situation auf den Färöern zu verbessern. Die Auseinandersetzungen wurden also nicht nur als lokaler Streit um die nationale Selbständigkeit gesehen, sondern auch als ein Klassenkampf. Wegen ihrer Färöerpolitik brauchte Dänemark dann weniger Mitgliedsbeiträge an die NATO entrichten, denn je mehr Geld Dänemark in die Färöer investierte, desto mehr wurde der Wunsch nach nationaler Souveränität abgeschwächt, was im Interesse der USA lag.
Herrschte auf den Färöern noch in den 1950er Jahren eine Wirtschaftskrise mit viel Arbeitslosigkeit, Armut und Emigration, so erlebten sie in den 1960er Jahren ein Wirtschaftswunder. Nicht zuletzt bekamen die Färöer auch einen Teil des Marshallplans ab, um die Fischindustrie zu erneuern. Parallel zur Schaffung des Wohlfahrtsstaates in Dänemark ab 1960 bemühte man sich, die Färöer ebenso aufzubauen. Der Zuschuss Dänemarks an die Färöer vervierfachte sich 1960–69. 1965/66 machten die Zuschüsse aus Dänemark 45 % des färöischen Haushalts aus.

## Friedensbewegung
1976 gab es eine große Demonstration gegen die NATO-Station in Mjørkadalur. Grund war ein Interview in einer dänischen Zeitung, wo ein gewisser „Major Jensen“ sagte, dass die Hauptaufgabe des Stützpunktes die Niederhaltung einer möglichen „5. Kolonne Moskaus“ auf den Färöern war, und dass die Station deswegen ein ausgemachtes Angriffsziel sei. Der Großteil der Demonstranten kam aus dem Spektrum, das schon 1974 erfolgreich den Beitritt der Färöer in die Europäische Gemeinschaft verhinderte. Es entstand die Friedensbewegung Fylkingin móti NATO, deren Ziel die Abschaffung aller NATO-Einrichtungen auf den Färöern und der Austritt der Färöer aus der NATO war.
Anfang der 1980er Jahre nannte sich die Friedensbewegung Fólk fyri friði und veranstaltete Friedensmärsche und Friedenskonferenzen. Ein weiteres Ziel der Friedensbewegung war es, Feindbilder im Volk niederzureißen. Meistens am Pfingstmontag gab es eine Friedensdemonstration von Mjørkadalur den Oyggjarvegur hinunter nach Tórshavn, wo vor dem Løgtingshaus eine Kundgebung stattfand.
1984 beschloss das Løgting – nicht zuletzt unter Eindruck dieser Friedensbewegung –, die Färöer zur atomwaffenfreien Zone zu erklären. Gleichzeitig gab es verschiedene Løgtingsbeschlüsse gegen die Militärstationen auf den Färöern, was in der politischen Geschichte der Färöer von großer Bedeutung war, da diese Beschlüsse gegen die sicherheitspolitische Souveränität Kopenhagens über die Inseln gerichtet waren.
Als 1987 die US-amerikanische Fregatte McCloy in Tórshavn einlief, kam es zu einer Großdemonstration dagegen, weil vermutet wurde, dass es Atomwaffen an Bord habe. Auch der Løgmaður protestierte offiziell mit Hinweis auf die atomwaffenfreie Zone. Es gab aber auch eine Gegendemonstration unter dem Motto „Die NATO sichert den Frieden“.
In dieser zweiten Phase des Kalten Krieges waren die ideologischen Auseinandersetzungen auf den Färöern ungewöhnlich hart, und es gab viele Prozesse von Färingern gegeneinander wegen Verleumdung. Während alle nordischen Länder bereits Anfang der 80er-Jahre das Apartheidsregime in Südafrika boykottierten, sollte es auf den Färöern noch bis 1988 dauern, als das Løgting endlich den Boykott beschließen konnte.
Erst 1999 kam mit dem Schwarzbuch (Svartabók) eine erste Dokumentation über die Geschichte der Färöer im Kalten Krieg heraus, nachdem bisher geheime Dokumente offengelegt wurden.